# 高岡正人
高岡 正人（たかおか まさと）は、日本の外交官。2012年（平成24年）9月11日から2013年（平成25年）までイラク駐箚特命全権大使。2013年からシドニー総領事、2016年（平成28年）からモンゴル駐箚特命全権大使、2019年（令和元年）からクウェート駐箚特命全権大使。

## 経歴・人物
兵庫県氷上郡山南町（現在の丹波市山南町）出身。和田小学校、和田中学校、兵庫県立柏原高等学校で学ぶ。
- 1976年（昭和51年）東京大学理科一類に入学する。その後東京大学教養学部で国際関係論を学ぶ。
- 1981年（昭和56年）4月 東京大学教養学部を卒業して、外務省に入省した[1]。
- 1982年（昭和57年）英語研修（ハーバード大学ケネディスクール行政学修士課程修了）。
- 1996年（平成8年）12月 ウィーン国際機関日本政府代表部一等書記官（1998年1月より参事官）
- 1999年（平成11年）3月 外務省総合外交政策局軍備管理軍縮課兵器関連物資等不拡散室長
- 2000年（平成12年）6月 外務省大臣官房海外広報課長
- 2001年（平成13年）8月 防衛庁書記官・防衛庁運用局訓練課長
- 2003年（平成15年）8月 在インド大使館政務担当参事官（2005年7月より公使）[2]。
- 2005年（平成17年）7月 在英国日本国大使館経済担当公使
- 2008年（平成20年）8月 外務省大臣官房参事官兼経済局
- 2010年（平成22年）8月 財務省大臣官房審議官（国際局担当）
- 2012年（平成24年）9月 イラク駐箚特命全権大使[3]
- 2013年（平成25年）12月 シドニー総領事[4]
- 2016年（平成28年）11月8日 モンゴル駐箚特命全権大使[5]
- 2019年（令和元年）10月15日 クウェート駐箚特命全権大使[6]

## 同期
- 兼原信克（14年国家安全保障局次長兼務・12年内閣官房副長官補）
- 泉裕泰（19年日本台湾交流協会台北事務所長・17年バングラデシュ大使）
- 上月豊久（15年ロシア大使）
- 岡村善文（19年OECD大使・17年人権人道担当大使）
- 山田彰（17年ブラジル大使・14年メキシコ大使）
- 上村司（21年日本国政府代表（中東和平担当特使）、17年サウジアラビア大使）
- 佐藤地（17年駐ハンガリー大使・15年ユネスコ大使）
- 側嶋秀展（19年ミクロネシア大使・16年ザンビア大使）
- 香川剛廣（18年国際貿易・経済担当大使・15年エジプト大使）
- 石兼公博（19年国連大使・17年カナダ大使）
- 高木昌弘（21年駐ドミニカ共和国大使・20年クリチバ総領事）
- 冨田浩司（21年駐米大使・19年韓国大使・15年イスラエル大使）
- 川村裕（24年依願免職・20年ノルウェー大使・18年沖縄大使・14年コートジボワール兼トーゴ兼ニジェール大使）
- 川村泰久（19年カナダ大使）
- 嘉治美佐子（19年クロアチア大使・14-17年ジュネーヴ代表部大使）
- 宮島昭夫（20年ポーランド大使・17年トルコ大使）
- 重枝豊英（15年リトアニア大使）
- 石井哲也（17年トンガ大使）
- 岡田誠司（20年バチカン大使・17年南スーダン大使）
- 冨永純正（14年青年海外協力協会会長・11年コンゴ民主共和国大使）
- 奥克彦（イラク日本人外交官射殺事件犠牲者[7]、03年殉職のため大使の称号付与）
- 伊藤光子（15年世界の子どもにワクチンを日本委員会事務局長）
- 福嶌教輝（21年駐メキシコ大使・15年駐アルゼンチン大使）
- 福嶌香代子（19年ナッシュビル総領事）